# Регіональні аспекти розвитку продуктивних сил України
«Регіональні аспекти розвитку продуктивних сил України» — всеукраїнський науковий журнал, заснований 1997 року кафедрою кафедрою управління персоналом і регіональної економіки Тернопільської академії народного господарства. Першим головним редактором був професор Качан Євген Петрович (до 2019 року).  В жовтні 2007 року засновник і видавець Тернопільський національний економічний університет провів державну перереєстрацію наукового журналу «Регіональні аспекти розвитку і розміщення продуктивних сил України». Свідоцтво про державну реєстрацію друкованого засобу масової інформації КВ №  13363-2247 ПР від 7 жовтня 2007 року. Журнал входить до переліку фахових видань у галузі економічних наук.
Повний архів журналу з часу його заснування зберігається в Національній бібліотеці України імені В. І. Вернадського та в інституційному репозитарії бібліотеки ім. Л.Каніщенка Західноукраїнського національного університету.
Мова видання — українська.
Науковий журнал «Регіональні аспекти розвитку продуктивних сил України» призначений для фахівців з теоретичних та прикладних проблем регіональної економіки, демографії, ринку праці, соціальної політики і економіки та дає змогу широкій науковій громаді знайомитися з результатами економічних досліджень.

## Тематика
Тематика публікацій — теоретичні основи і практичні проблеми регіональної економіки демографії, економіки праці, соціальної політики та економіки.
Код ідентифікації журналу, згідно реєстру періодичних засобів масової інформації Міжнародного центру ISSN: ISSN 2522-185X (Print)

## Наукометрія
Журнал включено до національного рейтингу наукових періодичних видань, що розробляється Центром соціальних комунікацій в рамках проекту «Бібліометрика української науки». Пошукова система Google Scholar, яка індексує повні тексти наукових публікацій всіх форматів і дисциплін станом на 1 листопада 2020 року, оцінила внесок журналу «Регіональні аспекти розвитку продуктивних сил України» двома ключовими показниками:
- індексом Гірша (Хірша) — 5
- індексом i10 — 2

Починаючи з 2019 року усі статті, опубліковані в журналі отримують цифровий ідентифікатор об'єкта (DOI-код).

## Засновник журналу
Тернопільський національний економічний університет

## Редакційна колегія
Головний редактор
- Брич Василь Ярославович  — доктор економічних наук, професор, академік академії економічних наук України, заслужений економіст України, директор Навчально-наукового інституту інноваційних освітніх технологій Західноукраїнський національний університет, Україна
- Заступник головного редактора
- Шушпанов Дмитро Георгійович, доктор економічних наук, Західноукраїнський національний університет, Україна
- Відповідальний секретар:

- Ілляш Ірина Дмитрівна  — кандидат географічних наук, доцент, Західноукраїнський національний університет, Україна

Літературний редактор:
- Мельничук Богдан Іванович

Редакційна колегія:
- Августин Руслан Ростиславович  — доктор економічних наук, доцент, Західноукраїнський національний університет, Україна.
- Барна Марта Юріївна — доктор економічних наук, доцент, Львівський торговельно-економічний університет, Україна.
- Бронєвіч Ельжбєта, професор, докт. габ. наук економічних,  Білостоцька політехніка, Республіка, Польща
- Гавурова Беата — PhD, професор, Технічний університет у Кошицях, Словаччина.
- Гринчуцький Валерій Іванович  — доктор економічних наук, професор, академік Академії економічних наук України, Західноукраїнський національний університет, Україна.
- Зелінська Анетта — доктор габ., професор, Економічний університет у Вроцлаві, Польща.
- Карпенко Андрій Володимирович — доктор економічних наук, доцент, Національний університет «Запорізька політехніка», Україна.
- Качан Євген Петрович  — кандидат економічних наук, професор, заслужений працівник народної освіти України, академік Академії економічних наук України, Західноукраїнський національний університет, Україна;
- Костишина Тетяна Адамівна — доктор економічних наук, професор, Полтавський університет економіки і торгівлі, Україна.
- Мельник Алла Федорівна  — доктор економічних наук, професор, заслужений діяч науки і техніки України, Західноукраїнський національний університет, Україна.
- Станкунієне Влада — доктор габ., професор, Університет Вітовта Великого, Литва.
- Чорний Роман Степанович — доктор економічних наук, професор, директор Нововолинського навчально-наукового інституту економіки та менеджменту, Західноукраїнський національний університет, Україна.